# 酒井忠義 (出羽国庄内藩主)
酒井 忠義（さかい ただよし）は、江戸時代前期の出羽国庄内藩の第3代藩主。酒井佐衛門尉家第9代当主。酒井忠当の長男、母は松平信綱の長女。
万治3年（1660年）2月、鶴岡にいる父・忠当が重病となったため、江戸から鶴岡に向かったが、到着前に忠当は死去した。4月5日、忠義が家督を相続する。
若くして当主となったため、母方の祖父である松平信綱の指導により藩政が進められた。天和元年（1681年）に死去、墓所は大督寺。

## 系譜
- 父：酒井忠当
- 母：千万 - 松平信綱の長女
- 正室：諏訪姫 - 松平輝綱の娘
  - 長男：酒井忠真（1671-1731）
- 生母不詳の子女
  - 女子：松平忠之正室後に植村正朝正室
  - 女子：種 - 前田利直正室